# Новое (Приморский край)
Но́вое — село в Михайловском районе Приморского края, входит в состав Михайловского сельского поселения.

## География
Дорога к селу Новое отходит на северо-запад от автотрассы Михайловка — Хороль, далее по дороге находится село Первомайское.
Расстояние до районного центра Михайловка около 5 км, до села Первомайское около 4 км.

## Население
| 2002 | 2010 |
| ---- | ---- |
| 167  | ↘129 |

## Улицы
В селе имеются три улицы: Новая, Спортивная и Центральная. 

## Экономика
Сельскохозяйственные предприятия Михайловского района.